# Esra Erol (Fußballspielerin)
Esra Erol (* 6. November 1985 in Bakırköy) ist eine türkische Fußballspielerin.

## Karriere

### Verein
Nach einer erfolgreichen Saison beim Sakarya Yenikent Güneşspor verlängerte der Verein im Juli 2008 den Vertrag von Esra Erol um eine weitere Saison. Von 2009 bis 2012 war sie Kapitänin von Lüleburgaz 39 Spor. August 2012 wechselte sie zu Konak Belediyespor. 
Für die Saison 2015/16 unterschrieb sie ein Vertrag bei Kireçburnu Spor. August 2016 kehrte Erol zu Konak Belediyespor zurück. Für die Season 2017/2018 spielte sie für den Verein Ataşehir Belediyespor. Seit 2018 ist sie für den Verein Beşiktaş Istanbul aktiv.

### Nationalmannschaft
Von 2001 bis 2003 spielte sie in der türkischen U-19. Zwischen 2001 und 2020 war sie in der türkischen Fußballnationalmannschaft der Frauen aktiv. In der Qualifikation zur UEFA 2009 erzielte sie gegen Nordirland ein Tor.
Zudem schoss sie vier Tore in den Freundschaftsspielen gegen Bulgarien, Russland und Griechenland. Bei der Qualifikation zur UEFA 2017 wurde Erol als Kapitän eingesetzt. Sie absolvierte 55 Länderspiele.